# Augustin de Lestrange
Augustin de Lestrange (geboren als Louis-Henri de Lestange) (Colombier-le-Vieux in de Ardèche, 19 februari 1754 - 1827) was een monnik, behorende tot de orde der trappisten. Hij wordt gezien als degene die ervoor gezorgd heeft dat La Trappe, een trappistenklooster behorende tot de Strikte Observantie, als enige gespaard bleef tijdens de Franse Revolutie.
Het was aanvankelijk de bedoeling dat hij bij de marine ging maar hij koos zelf voor de geestelijke stand. In 1778 werd hij priester gewijd en werkte vervolgens enkele jaren in de zielzorg. Toen de aartsbisschop van Wenen hem tot zijn coadjutor wilde benoemen, besloot hij zich in La Trappe terug te trekken. Na enkele jaren werd hij novicenmeester en in die functie kreeg hij een grote invloed op de jongeren in de abdij.
In 1792 nam hij het klooster over van de overleden abt en hij begreep dat het de nieuwe machthebbers niet uitsluitend te doen was om het kloosterbezit. Hun doel was veel verder gesteld: het vernietigen van de godsdienst en La Trappe als centrum van vroomheid zouden ze zeker niet ongemoeid laten. Daarom zond hij brieven naar vrienden in het buitenland met het verzoek om uit te kijken naar een asielmogelijkheid. Door bemiddeling van de bisschop van Fribourg in Zwitserland kreeg hij de beschikking over een voormalig kartuizerklooster in La Valsainte.
Met 21 monniken, vooral jongeren, ondernam hij op 10 mei 1791 de avontuurlijke reis naar Zwitserland. Ofschoon de leefomstandigheden in La Valsainte uiterst sober waren, voerde dom Augustin een uitermate streng regime in. Desondanks kwamen vele uit Frankrijk gevluchte priesters de gelederen versterken, waarvan verscheidene ten gevolge van het minimale en eenzijdige voedsel gingen lijden aan scheurbuik en hongeroedeem. Nog erger was de situatie bij de zusters, voor wie dom Augustin in Sembrancher een klooster had geopend en voor de opgenomen weeskinderen.
Vanuit La Valsainte zond dom Augustin kleine groepjes monniken uit om in het buitenland stichtingen te doen. De belangrijkste groep stond onder leiding van dom Eugène de Laprade die via Westmalle in Darfeld (Westfalen) terechtkwam.
Hij ging met de bewoners van La Valsainte en Sembrancher na de inval van het Franse leger op de vlucht naar Rusland. De tsaar, die hen had uitgenodigd, was echter intussen van mening veranderd en de tocht moest in omgekeerde richting worden ondernomen. Degenen, die de ontberingen hadden overleefd, keerden in de Zwitserse kloosters terug. In Frankrijk, waar dom Augustin incognito verwante groepjes bezocht, is hij ettelijke malen aan arrestatie ontkomen.
Na de val van Napoleon kwam de relatie tussen La Valsainte en Darfeld op de voorgrond. Vanuit Rome werd een onderzoek ingesteld naar de buitensporig strenge leefwijze in de kloosters die onder dom Augustins leiding stonden. Hij overleed in het zusterklooster van Vaise bij Lyon.    